# Comunele Cehiei (K)
Aceasta este o listă a comunelor din Republica Cehă care încep cu litera K.
Această listă este generată cu date din Wikidata și este actualizată periodic de un robot.
 Editările făcute în listă vor fi șterse la următoarea actualizare!
| #   | Comună                       | Populație | Suprafață (km2) | District                       |
| --- | ---------------------------- | --------- | --------------- | ------------------------------ |
| 1   | Kladno                       | 69.664    | 36,97           | districtul Kladno              |
| 2   | Karlovy Vary                 | 49.073    | 59,08           | districtul Karlovy Vary        |
| 3   | Karviná                      | 48.937    | 57,52           | districtul Karviná             |
| 4   | Kolín                        | 33.444    | 34,99           | districtul Kolín               |
| 5   | Kroměříž                     | 27.917    | 50,98           | districtul Kroměříž            |
| 6   | Klatovy                      | 22.763    | 80,85           | districtul Klatovy             |
| 7   | Krnov                        | 22.518    | 44,29           | districtul Bruntál             |
| 8   | Kutná Hora                   | 21.642    | 33,07           | districtul Kutná Hora          |
| 9   | Kopřivnice                   | 21.374    | 27,49           | districtul Nový Jičín          |
| 10  | Kralupy nad Vltavou          | 19.005    | 21,9            | districtul Mělník              |
| 11  | Kadaň                        | 18.090    | 65,62           | districtul Chomutov            |
| 12  | Klášterec nad Ohří           | 14.068    | 53,79           | districtul Chomutov            |
| 13  | Krupka                       | 12.793    | 46,61           | districtul Teplice             |
| 14  | Kuřim                        | 11.860    | 17,2            | districtul Brno-venkov         |
| 15  | Kyjov                        | 10.645    | 29,88           | districtul Hodonín             |
| 16  | Králův Dvůr                  | 10.598    | 15,24           | districtul Beroun              |
| 17  | Kaplice                      | 7.531     | 40,85           | districtul Český Krumlov       |
| 18  | Kravaře                      | 6.689     | 19,37           | districtul Opava               |
| 19  | Kraslice                     | 6.432     | 81,35           | districtul Sokolov             |
| 20  | Kostelec nad Orlicí          | 6.252     | 26,2            | districtul Rychnov nad Kněžnou |
| 21  | Kojetín                      | 5.748     | 31,09           | districtul Přerov              |
| 22  | Kunovice                     | 5.570     | 28,55           | districtul Uherské Hradiště    |
| 23  | Kosmonosy                    | 5.247     | 11,38           | districtul Mladá Boleslav      |
| 24  | Kamenice                     | 5.187     | 17,38           | districtul Praha-východ        |
| 25  | Kdyně                        | 5.153     | 28,74           | districtul Domažlice           |
| 26  | Kynšperk nad Ohří            | 4.527     | 23,31           | districtul Sokolov             |
| 27  | Kostelec nad Labem           | 4.462     | 15,55           | districtul Mělník              |
| 28  | Klimkovice                   | 4.454     | 14,64           | districtul Ostrava-město       |
| 29  | Kostelec nad Černými lesy    | 4.156     | 17,7            | districtul Praha-východ        |
| 30  | Králíky                      | 4.097     | 52,78           | districtul Ústí nad Orlicí     |
| 31  | Klecany                      | 3.938     | 10,16           | districtul Praha-východ        |
| 32  | Kamenický Šenov              | 3.811     | 10,47           | districtul Česká Lípa          |
| 33  | Kamenice nad Lipou           | 3.651     | 31,54           | districtul Pelhřimov           |
| 34  | Kralovice                    | 3.450     | 39,8            | districtul Plzeň-sever         |
| 35  | Krásná Lípa                  | 3.341     | 31,42           | districtul Děčín               |
| 36  | Košťany                      | 3.239     | 24,3            | districtul Teplice             |
| 37  | Kobeřice                     | 3.197     | 17,15           | districtul Opava               |
| 38  | Kozlovice                    | 3.135     | 21,07           | districtul Frýdek-Místek       |
| 39  | Kaznějov                     | 3.085     | 12,3            | districtul Plzeň-sever         |
| 40  | Křemže                       | 2.989     | 38,12           | districtul Český Krumlov       |
| 41  | Kunštát                      | 2.891     | 24,2            | districtul Blansko             |
| 42  | Kostelec na Hané             | 2.832     | 13,86           | districtul Prostějov           |
| 43  | Koryčany                     | 2.732     | 41,13           | districtul Kroměříž            |
| 44  | Kamenný Újezd                | 2.694     | 28,97           | districtul České Budějovice    |
| 45  | Kelč                         | 2.673     | 27,84           | districtul Vsetín              |
| 46  | Konice                       | 2.664     | 24,44           | districtul Prostějov           |
| 47  | Klobouky u Brna              | 2.476     | 31,27           | districtul Břeclav             |
| 48  | Kunčice pod Ondřejníkem      | 2.460     | 20,2            | districtul Frýdek-Místek       |
| 49  | Komárov                      | 2.426     | 6,16            | districtul Beroun              |
| 50  | Karolinka                    | 2.373     | 42,15           | districtul Vsetín              |
| 51  | Kryry                        | 2.361     | 39,45           | districtul Louny               |
| 52  | Krmelín                      | 2.356     | 5,04            | districtul Frýdek-Místek       |
| 53  | Kněžmost                     | 2.331     | 40,45           | districtul Mladá Boleslav      |
| 54  | Kardašova Řečice             | 2.221     | 45,83           | districtul Jindřichův Hradec   |
| 55  | Kvasice                      | 2.189     | 11,07           | districtul Kroměříž            |
| 56  | Krhová                       | 2.161     | 8,05            | districtul Vsetín              |
| 57  | Kopidlno                     | 2.157     | 29,14           | districtul Jičín               |
| 58  | Květnice                     | 2.081     | 2,84            | districtul Praga-Est           |
| 59  | Křenovice                    | 2.068     | 8,85            | districtul Vyškov              |
| 60  | Křelov-Břuchotín             | 2.009     | 7,91            | districtul Olomouc             |
| 61  | Kamenice                     | 1.994     | 34,04           | districtul Jihlava             |
| 62  | Kouřim                       | 1.984     | 14,4            | districtul Kolín               |
| 63  | Kobylí                       | 1.983     | 21,04           | districtul Břeclav             |
| 64  | Kájov                        | 1.971     | 49,9            | districtul Český Krumlov       |
| 65  | Kunice                       | 1.916     | 10,4            | districtul Praha-východ        |
| 66  | Kostomlaty nad Labem         | 1.914     | 18,04           | districtul Nymburk             |
| 67  | Kozmice                      | 1.911     | 10,87           | districtul Opava               |
| 68  | Kostice                      | 1.872     | 12,45           | districtul Břeclav             |
| 69  | Křižanov                     | 1.827     | 13,64           | districtul Žďár nad Sázavou    |
| 70  | Kunín                        | 1.816     | 17,12           | districtul Nový Jičín          |
| 71  | Kly                          | 1.770     | 10,61           | districtul Mělník              |
| 72  | Kounice                      | 1.738     | 11,29           | districtul Nymburk             |
| 73  | Kralice na Hané              | 1.708     | 12,67           | districtul Prostějov           |
| 74  | Kladruby                     | 1.682     | 48,6            | districtul Tachov              |
| 75  | Kvasiny                      | 1.658     | 6,66            | districtul Rychnov nad Kněžnou |
| 76  | Košťálov                     | 1.657     | 20,01           | districtul Semily              |
| 77  | Kamenné Žehrovice            | 1.616     | 9,16            | districtul Kladno              |
| 78  | Kamenný Přívoz               | 1.598     | 6,27            | districtul Praha-západ         |
| 79  | Krucemburk                   | 1.569     | 29,16           | districtul Havlíčkův Brod      |
| 80  | Komorní Lhotka               | 1.515     | 19,88           | districtul Frýdek-Místek       |
| 81  | Kožlany                      | 1.511     | 29,1            | districtul Plzeň-sever         |
| 82  | Křešice                      | 1.484     | 11,06           | districtul Litoměřice          |
| 83  | Kovářov                      | 1.474     | 50,46           | districtul Písek               |
| 84  | Kasejovice                   | 1.441     | 34,39           | districtul Plzeň-jih           |
| 85  | Kunžak                       | 1.438     | 49,56           | districtul Jindřichův Hradec   |
| 86  | Kolinec                      | 1.438     | 48,72           | districtul Klatovy             |
| 87  | Klenčí pod Čerchovem         | 1.432     | 18,1            | districtul Domažlice           |
| 88  | Kněžice                      | 1.407     | 22,38           | districtul Jihlava             |
| 89  | Kunčina                      | 1.400     | 22,69           | districtul Svitavy             |
| 90  | Krouna                       | 1.395     | 34,37           | districtul Chrudim             |
| 91  | Kosova Hora                  | 1.373     | 18,77           | districtul Příbram             |
| 92  | Křinec                       | 1.369     | 25,84           | districtul Nymburk             |
| 93  | Kašperské Hory               | 1.367     | 44,13           | districtul Klatovy             |
| 94  | Křepice                      | 1.334     | 6,72            | districtul Břeclav             |
| 95  | Katovice                     | 1.331     | 9,58            | districtul Strakonice          |
| 96  | Krumvíř                      | 1.279     | 10,14           | districtul Břeclav             |
| 97  | Kobylnice                    | 1.258     | 5,1             | districtul Brno-venkov         |
| 98  | Kačice                       | 1.226     | 6,43            | districtul Kladno              |
| 99  | Krásná Hora nad Vltavou      | 1.143     | 36,8            | districtul Příbram             |
| 100 | Krhanice                     | 1.135     | 13,45           | districtul Benešov             |
| 101 | Kyšice                       | 1.121     | 7,07            | districtul Plzeň-město         |
| 102 | Kanice                       | 1.120     | 8,21            | districtul Brno-venkov         |
| 103 | Klučov                       | 1.116     | 14,44           | districtul Kolín               |
| 104 | Kokory                       | 1.087     | 6,71            | districtul Přerov              |
| 105 | Kateřinice                   | 1.083     | 13,37           | districtul Vsetín              |
| 106 | Kozolupy                     | 1.078     | 5,51            | districtul Plzeň-sever         |
| 107 | Kout na Šumavě               | 1.076     | 11,09           | districtul Domažlice           |
| 108 | Kramolna                     | 1.064     | 6,99            | districtul Náchod              |
| 109 | Křenice                      | 1.057     | 4,02            | districtul Praha-východ        |
| 110 | Kněžpole                     | 1.055     | 9,27            | districtul Uherské Hradiště    |
| 111 | Kněždub                      | 1.038     | 16,09           | districtul Hodonín             |
| 112 | Koloveč                      | 1.030     | 13,76           | districtul Domažlice           |
| 113 | Kašava                       | 1.030     | 8,41            | districtul Zlín                |
| 114 | Kojetice                     | 1.027     | 5,58            | districtul Mělník              |
| 115 | Kostelec                     | 1.024     | 8,9             | districtul Jihlava             |
| 116 | Klášter Hradiště nad Jizerou | 1.020     | 4,62            | districtul Mladá Boleslav      |
| 117 | Klobuky                      | 1.018     | 15,88           | districtul Kladno              |
| 118 | Kralice nad Oslavou          | 1.010     | 13,48           | districtul Třebíč              |
| 119 | Koberovy                     | 1.007     | 8,75            | districtul Jablonec nad Nisou  |
| 120 | Kozojedy                     | 1.004     | 7,18            | districtul Praha-východ        |
| 121 | Kněževes                     | 1.003     | 12,56           | districtul Rakovník            |
| 122 | Kamýk nad Vltavou            | 990       | 11,89           | districtul Příbram             |
| 123 | Kostelec u Holešova          | 979       | 15,03           | districtul Kroměříž            |
| 124 | Knínice                      | 979       | 11,19           | districtul Blansko             |
| 125 | Kudlovice                    | 978       | 7,75            | districtul Uherské Hradiště    |
| 126 | Kamenný Újezd                | 975       | 7,71            | districtul Rokycany            |
| 127 | Konárovice                   | 974       | 10,82           | districtul Kolín               |
| 128 | Kostelní Lhota               | 965       | 8,66            | districtul Nymburk             |
| 129 | Karlovice                    | 961       | 21,63           | districtul Bruntál             |
| 130 | Kovářská                     | 961       | 20,86           | districtul Chomutov            |
| 131 | Kovanice                     | 952       | 8,07            | districtul Nymburk             |
| 132 | Krabčice                     | 951       | 10,31           | districtul Litoměřice          |
| 133 | Kropáčova Vrutice            | 944       | 24,09           | districtul Mladá Boleslav      |
| 134 | Kunvald                      | 938       | 29,33           | districtul Ústí nad Orlicí     |
| 135 | Kořenov                      | 937       | 55,83           | districtul Jablonec nad Nisou  |
| 136 | Krakovany                    | 934       | 10,55           | districtul Kolín               |
| 137 | Kolová                       | 924       | 7,03            | districtul Karlovy Vary        |
| 138 | Klášterec nad Orlicí         | 923       | 17,94           | districtul Ústí nad Orlicí     |
| 139 | Krajková                     | 911       | 35,23           | districtul Sokolov             |
| 140 | Kotvrdovice                  | 911       | 5,58            | districtul Blansko             |
| 141 | Konstantinovy Lázně          | 909       | 23,83           | districtul Tachov              |
| 142 | Kostomlaty pod Milešovkou    | 905       | 11,15           | districtul Teplice             |
| 143 | Kuchařovice                  | 905       | 7,6             | districtul Znojmo              |
| 144 | Korytná                      | 902       | 12,76           | districtul Uherské Hradiště    |
| 145 | Karlovice                    | 895       | 10,2            | districtul Semily              |
| 146 | Kostelany nad Moravou        | 889       | 4,76            | districtul Uherské Hradiště    |
| 147 | Kosoř                        | 874       | 3,89            | districtul Praha-západ         |
| 148 | Kyjovice                     | 870       | 6,93            | districtul Opava               |
| 149 | Kožušany-Tážaly              | 870       | 6,27            | districtul Olomouc             |
| 150 | Kožlí                        | 863       | 14,28           | districtul Havlíčkův Brod      |
| 151 | Kostelec                     | 860       | 5,08            | districtul Hodonín             |
| 152 | Křižanovice                  | 852       | 4,79            | districtul Vyškov              |
| 153 | Káraný                       | 844       | 8,94            | districtul Praha-východ        |
| 154 | Křižany                      | 843       | 28,58           | districtul Liberec             |
| 155 | Katusice                     | 842       | 15,2            | districtul Mladá Boleslav      |
| 156 | Kyselka                      | 841       | 6,53            | districtul Karlovy Vary        |
| 157 | Kolešovice                   | 833       | 15,36           | districtul Rakovník            |
| 158 | Klínec                       | 826       | 5,17            | districtul Praha-západ         |
| 159 | Karlštejn                    | 824       | 12,08           | districtul Beroun              |
| 160 | Klenovice na Hané            | 823       | 8,02            | districtul Prostějov           |
| 161 | Křtiny                       | 819       | 11,18           | districtul Blansko             |
| 162 | Křečovice                    | 815       | 31,87           | districtul Benešov             |
| 163 | Krchleby                     | 814       | 8,13            | districtul Nymburk             |
| 164 | Korouhev                     | 799       | 17,87           | districtul Svitavy             |
| 165 | Kácov                        | 792       | 11,1            | districtul Kutná Hora          |
| 166 | Kravaře                      | 783       | 15,75           | districtul Česká Lípa          |
| 167 | Kameničky                    | 782       | 7,83            | districtul Chrudim             |
| 168 | Košice                       | 774       | 13,99           | districtul Tábor               |
| 169 | Kostelec u Křížků            | 770       | 4,1             | districtul Praha-východ        |
| 170 | Komořany                     | 767       | 5,85            | districtul Vyškov              |
| 171 | Královské Poříčí             | 766       | 12,2            | districtul Sokolov             |
| 172 | Košetice                     | 752       | 12,92           | districtul Pelhřimov           |
| 173 | Křesetice                    | 742       | 10,88           | districtul Kutná Hora          |
| 174 | Kočí                         | 739       | 7,06            | districtul Chrudim             |
| 175 | Kařez                        | 733       | 5,87            | districtul Rokycany            |
| 176 | Kestřany                     | 726       | 20,1            | districtul Písek               |
| 177 | Koclířov                     | 726       | 17,28           | districtul Svitavy             |
| 178 | Kobeřice u Brna              | 720       | 16,74           | districtul Vyškov              |
| 179 | Kolšov                       | 709       | 3,76            | districtul Šumperk             |
| 180 | Krásno                       | 702       | 25,36           | districtul Sokolov             |
| 181 | Klenovice                    | 700       | 6,57            | districtul Tábor               |
| 182 | Krásná                       | 698       | 44,09           | districtul Frýdek-Místek       |
| 183 | Kateřinice                   | 697       | 5,51            | districtul Nový Jičín          |
| 184 | Kublov                       | 677       | 6,28            | districtul Beroun              |
| 185 | Křivoklát                    | 674       | 6,42            | districtul Rakovník            |
| 186 | Kovalovice                   | 671       | 4,71            | districtul Brno-venkov         |
| 187 | Kostelany                    | 653       | 13,21           | districtul Kroměříž            |
| 188 | Kunovice                     | 649       | 8,18            | districtul Vsetín              |
| 189 | Kněževes                     | 649       | 2,55            | districtul Praha-západ         |
| 190 | Křoví                        | 644       | 7,04            | districtul Žďár nad Sázavou    |
| 191 | Kunratice u Cvikova          | 640       | 12,53           | districtul Česká Lípa          |
| 192 | Ketkovice                    | 638       | 9,55            | districtul Brno-venkov         |
| 193 | Kladruby nad Labem           | 637       | 23,81           | districtul Pardubice           |
| 194 | Kytín                        | 633       | 10,88           | districtul Praha-západ         |
| 195 | Krahulčí                     | 633       | 3,64            | districtul Jihlava             |
| 196 | Krhovice                     | 631       | 8,13            | districtul Znojmo              |
| 197 | Krásný Dvůr                  | 630       | 25,21           | districtul Louny               |
| 198 | Klopina                      | 626       | 12,95           | districtul Šumperk             |
| 199 | Klíčany                      | 626       | 4,01            | districtul Praha-východ        |
| 200 | Krásná                       | 625       | 21,86           | districtul Cheb                |
| 201 | Kozojedy                     | 624       | 23,06           | districtul Plzeň-sever         |
| 202 | Kratonohy                    | 620       | 11,34           | districtul Hradec Králové      |
| 203 | Krušovice                    | 620       | 6,36            | districtul Rakovník            |
| 204 | Kostelec                     | 619       | 30,88           | districtul Tachov              |
| 205 | Kluky                        | 615       | 13,61           | districtul Písek               |
| 206 | Koleč                        | 614       | 5,24            | districtul Kladno              |
| 207 | Kořenice                     | 613       | 10,29           | districtul Kolín               |
| 208 | Koštice                      | 611       | 16,73           | districtul Louny               |
| 209 | Kyšice                       | 611       | 4,8             | districtul Kladno              |
| 210 | Kamenec u Poličky            | 597       | 8,03            | districtul Svitavy             |
| 211 | Kleneč                       | 596       | 5,86            | districtul Litoměřice          |
| 212 | Krnsko                       | 593       | 5,62            | districtul Mladá Boleslav      |
| 213 | Knovíz                       | 591       | 4,26            | districtul Kladno              |
| 214 | Kravsko                      | 589       | 8,26            | districtul Znojmo              |
| 215 | Kunčice nad Labem            | 588       | 3,06            | districtul Trutnov             |
| 216 | Krumsín                      | 584       | 6,22            | districtul Prostějov           |
| 217 | Kostěnice                    | 580       | 5,76            | districtul Pardubice           |
| 218 | Křečhoř                      | 572       | 9,68            | districtul Kolín               |
| 219 | Kujavy                       | 571       | 9,43            | districtul Nový Jičín          |
| 220 | Kněžice                      | 564       | 19,58           | districtul Nymburk             |
| 221 | Kounov                       | 558       | 8,58            | districtul Rakovník            |
| 222 | Kozojídky                    | 553       | 2,92            | districtul Hodonín             |
| 223 | Kluky                        | 550       | 10,69           | districtul Kutná Hora          |
| 224 | Kondrac                      | 529       | 12,77           | districtul Benešov             |
| 225 | Kocbeře                      | 519       | 10,93           | districtul Trutnov             |
| 226 | Kosořice                     | 519       | 6,33            | districtul Mladá Boleslav      |
| 227 | Kostelní Hlavno              | 518       | 6,83            | districtul Praha-východ        |
| 228 | Kochánky                     | 515       | 8,76            | districtul Mladá Boleslav      |
| 229 | Kamenné Zboží                | 512       | 4,66            | districtul Nymburk             |
| 230 | Komňa                        | 510       | 16,39           | districtul Uherské Hradiště    |
| 231 | Krásná Hora                  | 508       | 22,22           | districtul Havlíčkův Brod      |
| 232 | Krňany                       | 507       | 12,24           | districtul Benešov             |
| 233 | Koněšín                      | 507       | 11,24           | districtul Třebíč              |
| 234 | Kruh                         | 507       | 6,05            | districtul Semily              |
| 235 | Klabava                      | 507       | 1,5             | districtul Rokycany            |
| 236 | Kratochvilka                 | 506       | 1,5             | districtul Brno-venkov         |
| 237 | Kozomín                      | 500       | 2,72            | districtul Mělník              |
| 238 | Kyselovice                   | 497       | 6,76            | districtul Kroměříž            |
| 239 | Kučerov                      | 496       | 8,7             | districtul Vyškov              |
| 240 | Karlík                       | 494       | 1,88            | districtul Praha-západ         |
| 241 | Kamenná                      | 485       | 5,12            | districtul Šumperk             |
| 242 | Kladeruby                    | 484       | 6,94            | districtul Vsetín              |
| 243 | Krčmaň                       | 484       | 4,98            | districtul Olomouc             |
| 244 | Klučenice                    | 480       | 25,66           | districtul Příbram             |
| 245 | Krásný Les                   | 476       | 13,48           | districtul Liberec             |
| 246 | Křetín                       | 476       | 5,95            | districtul Blansko             |
| 247 | Krasová                      | 475       | 4,07            | districtul Blansko             |
| 248 | Křivsoudov                   | 472       | 13,66           | districtul Benešov             |
| 249 | Kejžlice                     | 471       | 11,27           | districtul Pelhřimov           |
| 250 | Klentnice                    | 471       | 7,69            | districtul Břeclav             |
| 251 | Kytlice                      | 470       | 26,76           | districtul Děčín               |
| 252 | Kožichovice                  | 470       | 10,65           | districtul Třebíč              |
| 253 | Ktiš                         | 469       | 38,78           | districtul Prachatice          |
| 254 | Kozlov                       | 469       | 8,89            | districtul Jihlava             |
| 255 | Klapý                        | 466       | 8,95            | districtul Litoměřice          |
| 256 | Kámen                        | 464       | 11,54           | districtul Havlíčkův Brod      |
| 257 | Kurdějov                     | 462       | 9,26            | districtul Břeclav             |
| 258 | Kojetice                     | 460       | 4,65            | districtul Třebíč              |
| 259 | Krupá                        | 457       | 7,42            | districtul Rakovník            |
| 260 | Kolomuty                     | 453       | 2,27            | districtul Mladá Boleslav      |
| 261 | Křenovice                    | 452       | 9,05            | districtul Přerov              |
| 262 | Kvíčovice                    | 448       | 3,94            | districtul Plzeň-jih           |
| 263 | Kojice                       | 443       | 6,12            | districtul Pardubice           |
| 264 | Kladruby                     | 443       | 2,87            | districtul Teplice             |
| 265 | Křečkov                      | 439       | 5,13            | districtul Nymburk             |
| 266 | Kunětice                     | 438       | 3,95            | districtul Pardubice           |
| 267 | Křimov                       | 435       | 30,33           | districtul Chomutov            |
| 268 | Knyk                         | 434       | 6,5             | districtul Havlíčkův Brod      |
| 269 | Klešice                      | 433       | 4,66            | districtul Chrudim             |
| 270 | Kryštofovo Údolí             | 431       | 17,34           | districtul Liberec             |
| 271 | Křinice                      | 431       | 16,46           | districtul Náchod              |
| 272 | Košíky                       | 431       | 10,15           | districtul Uherské Hradiště    |
| 273 | Kozmice                      | 429       | 7,96            | districtul Benešov             |
| 274 | Květná                       | 428       | 9,04            | districtul Svitavy             |
| 275 | Karle                        | 427       | 19,03           | districtul Svitavy             |
| 276 | Kostomlaty pod Řípem         | 424       | 7,9             | districtul Litoměřice          |
| 277 | Konecchlumí                  | 421       | 7,16            | districtul Jičín               |
| 278 | Krásensko                    | 420       | 7,26            | districtul Vyškov              |
| 279 | Kaceřov                      | 416       | 5,72            | districtul Sokolov             |
| 280 | Kamenný Most                 | 416       | 3,28            | districtul Kladno              |
| 281 | Křtomil                      | 409       | 4,04            | districtul Přerov              |
| 282 | Krupá                        | 407       | 5,63            | districtul Kolín               |
| 283 | Krchleby                     | 404       | 6               | districtul Kutná Hora          |
| 284 | Kouty                        | 403       | 8,34            | districtul Třebíč              |
| 285 | Kozárovice                   | 400       | 14,13           | districtul Příbram             |
| 286 | Kokořín                      | 399       | 16,41           | districtul Mělník              |
| 287 | Křižánky                     | 399       | 11,97           | districtul Žďár nad Sázavou    |
| 288 | Klamoš                       | 398       | 13,84           | districtul Hradec Králové      |
| 289 | Kozlany                      | 398       | 7,61            | districtul Vyškov              |
| 290 | Křenov                       | 397       | 10,46           | districtul Svitavy             |
| 291 | Králíky                      | 396       | 9,7             | districtul Hradec Králové      |
| 292 | Kuželov                      | 395       | 10,15           | districtul Hodonín             |
| 293 | Kostelec nad Vltavou         | 394       | 32,81           | districtul Písek               |
| 294 | Krásné Údolí                 | 392       | 9,16            | districtul Karlovy Vary        |
| 295 | Kaliště                      | 390       | 12,42           | districtul Pelhřimov           |
| 296 | Kostelec u Heřmanova Městce  | 390       | 7,48            | districtul Chrudim             |
| 297 | Kaliště                      | 389       | 6,24            | districtul Praha-východ        |
| 298 | Kupařovice                   | 388       | 3,31            | districtul Brno-venkov         |
| 299 | Kunčice                      | 387       | 5,92            | districtul Hradec Králové      |
| 300 | Kobyly                       | 386       | 8,27            | districtul Liberec             |
| 301 | Keblice                      | 377       | 5,08            | districtul Litoměřice          |
| 302 | Kadov                        | 374       | 19,61           | districtul Strakonice          |
| 303 | Kořenec                      | 374       | 8,11            | districtul Blansko             |
| 304 | Kaňovice                     | 374       | 2,59            | districtul Frýdek-Místek       |
| 305 | Kojátky                      | 370       | 5,82            | districtul Vyškov              |
| 306 | Košařiska                    | 368       | 17,18           | districtul Frýdek-Místek       |
| 307 | Kobylá nad Vidnavkou         | 367       | 10,82           | districtul Jeseník             |
| 308 | Křídla                       | 367       | 4,54            | districtul Žďár nad Sázavou    |
| 309 | Komařice                     | 366       | 10,3            | districtul České Budějovice    |
| 310 | Koldín                       | 366       | 6,35            | districtul Ústí nad Orlicí     |
| 311 | Košík                        | 358       | 14,69           | districtul Nymburk             |
| 312 | Kamenná Horka                | 357       | 15,74           | districtul Svitavy             |
| 313 | Krasov                       | 355       | 25,8            | districtul Bruntál             |
| 314 | Kojčice                      | 353       | 5,96            | districtul Pelhřimov           |
| 315 | Krašovice                    | 352       | 7,35            | districtul Plzeň-sever         |
| 316 | Kladky                       | 347       | 13,11           | districtul Prostějov           |
| 317 | Krásný Les                   | 345       | 22,72           | districtul Karlovy Vary        |
| 318 | Kosice                       | 345       | 7,83            | districtul Hradec Králové      |
| 319 | Konětopy                     | 345       | 3,03            | districtul Praha-východ        |
| 320 | Kunratice                    | 344       | 12,42           | districtul Liberec             |
| 321 | Kamenná                      | 342       | 12,63           | districtul České Budějovice    |
| 322 | Kosičky                      | 340       | 7,84            | districtul Hradec Králové      |
| 323 | Kameničná                    | 340       | 5,85            | districtul Ústí nad Orlicí     |
| 324 | Kňovice                      | 335       | 8,72            | districtul Příbram             |
| 325 | Kouty                        | 334       | 5,54            | districtul Nymburk             |
| 326 | Křesín                       | 330       | 9,8             | districtul Litoměřice          |
| 327 | Křelovice                    | 327       | 15,35           | districtul Pelhřimov           |
| 328 | Křenek                       | 324       | 5,29            | districtul Praha-východ        |
| 329 | Křížkový Újezdec             | 322       | 4,86            | districtul Praha-východ        |
| 330 | Kosov                        | 321       | 5,47            | districtul Šumperk             |
| 331 | Kostomlátky                  | 318       | 5,74            | districtul Nymburk             |
| 332 | Komárov                      | 313       | 7,62            | districtul Zlín                |
| 333 | Křičeň                       | 311       | 4,34            | districtul Pardubice           |
| 334 | Kaly                         | 311       | 4,31            | districtul Brno-venkov         |
| 335 | Kyškovice                    | 310       | 3,45            | districtul Litoměřice          |
| 336 | Kohoutov                     | 304       | 10,8            | districtul Trutnov             |
| 337 | Kmetiněves                   | 304       | 6,83            | districtul Kladno              |
| 338 | Kostelní Radouň              | 304       | 5,91            | districtul Jindřichův Hradec   |
| 339 | Kotovice                     | 303       | 9,77            | districtul Plzeň-jih           |
| 340 | Kaňovice                     | 303       | 4,61            | districtul Zlín                |
| 341 | Klopotovice                  | 302       | 5,33            | districtul Prostějov           |
| 342 | Krasíkov                     | 300       | 5,08            | districtul Ústí nad Orlicí     |
| 343 | Kotopeky                     | 298       | 3,93            | districtul Beroun              |
| 344 | Krahulov                     | 291       | 4,88            | districtul Třebíč              |
| 345 | Konojedy                     | 290       | 5,13            | districtul Praha-východ        |
| 346 | Klokočná                     | 290       | 2,84            | districtul Praha-východ        |
| 347 | Kladruby                     | 288       | 4,73            | districtul Benešov             |
| 348 | Kornatice                    | 287       | 5,13            | districtul Rokycany            |
| 349 | Kopřivná                     | 286       | 11,85           | districtul Šumperk             |
| 350 | Kbel                         | 285       | 9,26            | districtul Plzeň-jih           |
| 351 | Kroučová                     | 285       | 3,47            | districtul Rakovník            |
| 352 | Krásněves                    | 278       | 4,14            | districtul Žďár nad Sázavou    |
| 353 | Královice                    | 278       | 3,63            | districtul Kladno              |
| 354 | Kamenná Lhota                | 277       | 5,97            | districtul Havlíčkův Brod      |
| 355 | Katov                        | 277       | 3               | districtul Brno-venkov         |
| 356 | Kokašice                     | 272       | 13,45           | districtul Tachov              |
| 357 | Kněžnice                     | 269       | 6,69            | districtul Jičín               |
| 358 | Kámen                        | 268       | 8,08            | districtul Pelhřimov           |
| 359 | Kozlov                       | 266       | 45,76           | districtul Olomouc             |
| 360 | Kunratice                    | 265       | 13,66           | districtul Děčín               |
| 361 | Korozluky                    | 265       | 6,38            | districtul Most                |
| 362 | Kurovice                     | 265       | 5,5             | districtul Kroměříž            |
| 363 | Krsy                         | 264       | 25,72           | districtul Plzeň-sever         |
| 364 | Králova Lhota                | 262       | 5,25            | districtul Rychnov nad Kněžnou |
| 365 | Koválovice-Osíčany           | 262       | 4,44            | districtul Prostějov           |
| 366 | Komárno                      | 262       | 1,98            | districtul Kroměříž            |
| 367 | Křižovatka                   | 261       | 14,13           | districtul Cheb                |
| 368 | Kobylice                     | 259       | 6,17            | districtul Hradec Králové      |
| 369 | Karolín                      | 258       | 1,36            | districtul Kroměříž            |
| 370 | Klokočí                      | 257       | 3,67            | districtul Přerov              |
| 371 | Koněprusy                    | 256       | 6,04            | districtul Beroun              |
| 372 | Kuks                         | 256       | 4,83            | districtul Trutnov             |
| 373 | Kuničky                      | 256       | 4,29            | districtul Blansko             |
| 374 | Kalek                        | 254       | 48,66           | districtul Chomutov            |
| 375 | Kámen                        | 253       | 1,78            | districtul Děčín               |
| 376 | Kelčany                      | 252       | 2,61            | districtul Hodonín             |
| 377 | Křídlůvky                    | 250       | 7,87            | districtul Znojmo              |
| 378 | Kojatice                     | 247       | 5,63            | districtul Třebíč              |
| 379 | Koroužné                     | 245       | 6,26            | districtul Žďár nad Sázavou    |
| 380 | Ktová                        | 243       | 3,95            | districtul Semily              |
| 381 | Kšice                        | 241       | 15,44           | districtul Tachov              |
| 382 | Křelovice                    | 240       | 21,11           | districtul Plzeň-sever         |
| 383 | Kružberk                     | 239       | 8,31            | districtul Opava               |
| 384 | Kounov                       | 238       | 11,35           | districtul Rychnov nad Kněžnou |
| 385 | Křeč                         | 237       | 10,4            | districtul Pelhřimov           |
| 386 | Klášterská Lhota             | 237       | 3               | districtul Trutnov             |
| 387 | Kvítkov                      | 236       | 6,11            | districtul Česká Lípa          |
| 388 | Kraselov                     | 235       | 8,02            | districtul Strakonice          |
| 389 | Košátky                      | 234       | 5,48            | districtul Mladá Boleslav      |
| 390 | Kbelnice                     | 233       | 1,87            | districtul Jičín               |
| 391 | Kacanovy                     | 232       | 6               | districtul Semily              |
| 392 | Kladno                       | 232       | 4,26            | districtul Chrudim             |
| 393 | Karlovice                    | 231       | 2,08            | districtul Zlín                |
| 394 | Kšely                        | 230       | 4,52            | districtul Kolín               |
| 395 | Kozlov                       | 229       | 12,66           | districtul Havlíčkův Brod      |
| 396 | Květinov                     | 229       | 7,08            | districtul Havlíčkův Brod      |
| 397 | Křišťanovice                 | 227       | 16,21           | districtul Bruntál             |
| 398 | Krasonice                    | 227       | 11,81           | districtul Jihlava             |
| 399 | Kamenná                      | 224       | 6,11            | districtul Třebíč              |
| 400 | Křižínkov                    | 224       | 2,9             | districtul Brno-venkov         |
| 401 | Komárov                      | 221       | 1,49            | districtul Olomouc             |
| 402 | Kočov                        | 220       | 11,46           | districtul Tachov              |
| 403 | Kasalice                     | 220       | 4,58            | districtul Pardubice           |
| 404 | Kašnice                      | 220       | 1,56            | districtul Břeclav             |
| 405 | Křenice                      | 218       | 8,75            | districtul Klatovy             |
| 406 | Kotenčice                    | 218       | 2,34            | districtul Příbram             |
| 407 | Káranice                     | 216       | 3               | districtul Hradec Králové      |
| 408 | Kobylnice                    | 216       | 2,37            | districtul Kutná Hora          |
| 409 | Kbel                         | 216       | 2,02            | districtul Kolín               |
| 410 | Klášter                      | 214       | 8,65            | districtul Plzeň-jih           |
| 411 | Kamýk                        | 214       | 5,78            | districtul Litoměřice          |
| 412 | Komorovice                   | 213       | 3,06            | districtul Pelhřimov           |
| 413 | Křepenice                    | 212       | 7,2             | districtul Příbram             |
| 414 | Krokočín                     | 210       | 4,32            | districtul Třebíč              |
| 415 | Kunice                       | 209       | 3,73            | districtul Blansko             |
| 416 | Klokočí                      | 209       | 2,38            | districtul Semily              |
| 417 | Křtěnov                      | 207       | 2,82            | districtul Blansko             |
| 418 | Kladeruby nad Oslavou        | 203       | 12,75           | districtul Třebíč              |
| 419 | Kosořín                      | 199       | 1,75            | districtul Ústí nad Orlicí     |
| 420 | Králova Lhota                | 198       | 10,81           | districtul Písek               |
| 421 | Kanice                       | 197       | 7,59            | districtul Domažlice           |
| 422 | Kouty                        | 196       | 3,72            | districtul Havlíčkův Brod      |
| 423 | Knínice                      | 195       | 10,66           | districtul Jihlava             |
| 424 | Kozlov                       | 194       | 4,07            | districtul Žďár nad Sázavou    |
| 425 | Kostníky                     | 193       | 12,96           | districtul Třebíč              |
| 426 | Kuklík                       | 193       | 7,86            | districtul Žďár nad Sázavou    |
| 427 | Křekov                       | 192       | 3,85            | districtul Zlín                |
| 428 | Kněžičky                     | 189       | 11,88           | districtul Nymburk             |
| 429 | Karlín                       | 189       | 2,24            | districtul Hodonín             |
| 430 | Keblov                       | 188       | 7,11            | districtul Benešov             |
| 431 | Krásná Ves                   | 188       | 4,44            | districtul Mladá Boleslav      |
| 432 | Královec                     | 185       | 9,94            | districtul Trutnov             |
| 433 | Kamenná                      | 185       | 6,33            | districtul Jihlava             |
| 434 | Kundratice                   | 185       | 4,2             | districtul Žďár nad Sázavou    |
| 435 | Křešín                       | 184       | 11,09           | districtul Pelhřimov           |
| 436 | Klíny                        | 183       | 18,45           | districtul Most                |
| 437 | Kochánov                     | 183       | 3,05            | districtul Havlíčkův Brod      |
| 438 | Kučeř                        | 181       | 10,95           | districtul Písek               |
| 439 | Křenovice                    | 180       | 6,11            | districtul Písek               |
| 440 | Kubšice                      | 180       | 4,01            | districtul Znojmo              |
| 441 | Kostelecké Horky             | 179       | 13,25           | districtul Rychnov nad Kněžnou |
| 442 | Krompach                     | 179       | 7,75            | districtul Česká Lípa          |
| 443 | Kuřimské Jestřabí            | 178       | 5,25            | districtul Brno-venkov         |
| 444 | Kněževes                     | 178       | 5,2             | districtul Blansko             |
| 445 | Krhov                        | 177       | 6,6             | districtul Třebíč              |
| 446 | Kamberk                      | 176       | 11,35           | districtul Benešov             |
| 447 | Koberovice                   | 175       | 7,28            | districtul Pelhřimov           |
| 448 | Kacákova Lhota               | 175       | 3,97            | districtul Jičín               |
| 449 | Kojetín                      | 174       | 7,99            | districtul Havlíčkův Brod      |
| 450 | Kunějovice                   | 174       | 4,41            | districtul Plzeň-sever         |
| 451 | Klučov                       | 173       | 7,28            | districtul Třebíč              |
| 452 | Karlova Studánka             | 172       | 1,55            | districtul Bruntál             |
| 453 | Kněževes                     | 171       | 7,71            | districtul Žďár nad Sázavou    |
| 454 | Kaliště                      | 170       | 8,79            | districtul Jihlava             |
| 455 | Krchleby                     | 170       | 6,9             | districtul Šumperk             |
| 456 | Kobylnice                    | 169       | 2,1             | districtul Mladá Boleslav      |
| 457 | Kulířov                      | 167       | 3,41            | districtul Blansko             |
| 458 | Kryštofovy Hamry             | 164       | 68,42           | districtul Chomutov            |
| 459 | Krtov                        | 164       | 4,56            | districtul Tábor               |
| 460 | Koruna                       | 164       | 2,05            | districtul Svitavy             |
| 461 | Kadolec                      | 163       | 6,08            | districtul Žďár nad Sázavou    |
| 462 | Krašlovice                   | 163       | 5,31            | districtul Strakonice          |
| 463 | Kozojedy                     | 163       | 3,67            | districtul Jičín               |
| 464 | Krhov                        | 163       | 1,93            | districtul Blansko             |
| 465 | Kocelovice                   | 162       | 9,33            | districtul Strakonice          |
| 466 | Kyjov                        | 162       | 3,95            | districtul Havlíčkův Brod      |
| 467 | Kladruby                     | 161       | 13,72           | districtul Rokycany            |
| 468 | Kuroslepy                    | 161       | 8,56            | districtul Třebíč              |
| 469 | Kelníky                      | 160       | 3,84            | districtul Zlín                |
| 470 | Kyjovice                     | 158       | 6,52            | districtul Znojmo              |
| 471 | Kováň                        | 158       | 1,63            | districtul Mladá Boleslav      |
| 472 | Korolupy                     | 157       | 15,48           | districtul Znojmo              |
| 473 | Kaceřov                      | 157       | 4,27            | districtul Plzeň-sever         |
| 474 | Kostelní Vydří               | 156       | 6,51            | districtul Jindřichův Hradec   |
| 475 | Kuřimská Nová Ves            | 156       | 4,88            | districtul Brno-venkov         |
| 476 | Klec                         | 155       | 6,32            | districtul Jindřichův Hradec   |
| 477 | Kolešov                      | 154       | 5,16            | districtul Rakovník            |
| 478 | Kozly                        | 151       | 5,66            | districtul Česká Lípa          |
| 479 | Kladníky                     | 151       | 3,46            | districtul Přerov              |
| 480 | Krásné                       | 149       | 7,25            | districtul Chrudim             |
| 481 | Kadlín                       | 149       | 6,81            | districtul Mělník              |
| 482 | Kadov                        | 149       | 6,18            | districtul Znojmo              |
| 483 | Kadov                        | 148       | 5,37            | districtul Žďár nad Sázavou    |
| 484 | Křenovy                      | 148       | 3,13            | districtul Domažlice           |
| 485 | Kopidlo                      | 148       | 2,72            | districtul Plzeň-sever         |
| 486 | Kovač                        | 147       | 7,72            | districtul Jičín               |
| 487 | Křešín                       | 147       | 6,25            | districtul Příbram             |
| 488 | Krakov                       | 144       | 4,46            | districtul Rakovník            |
| 489 | Křižanovice u Vyškova        | 143       | 2,47            | districtul Vyškov              |
| 490 | Korkyně                      | 141       | 5,98            | districtul Příbram             |
| 491 | Kněžice                      | 141       | 4,6             | districtul Chrudim             |
| 492 | Kozly                        | 137       | 4,35            | districtul Louny               |
| 493 | Kvítkovice                   | 137       | 3,94            | districtul České Budějovice    |
| 494 | Krasíkovice                  | 136       | 2,22            | districtul Pelhřimov           |
| 495 | Kozlany                      | 134       | 3,12            | districtul Třebíč              |
| 496 | Kvášňovice                   | 133       | 4,42            | districtul Klatovy             |
| 497 | Kramolín                     | 131       | 4,96            | districtul Třebíč              |
| 498 | Klášterní Skalice            | 131       | 3,33            | districtul Kolín               |
| 499 | Kbelany                      | 130       | 6,88            | districtul Plzeň-sever         |
| 500 | Kladruby                     | 130       | 4,56            | districtul Strakonice          |
| 501 | Komárov                      | 128       | 8,6             | districtul Tábor               |
| 502 | Krátká Ves                   | 127       | 5,7             | districtul Havlíčkův Brod      |
| 503 | Krty-Hradec                  | 127       | 4,94            | districtul Strakonice          |
| 504 | Kozárov                      | 125       | 2,3             | districtul Blansko             |
| 505 | Karlova Ves                  | 124       | 10,43           | districtul Rakovník            |
| 506 | Krty                         | 124       | 8,66            | districtul Rakovník            |
| 507 | Kvilda                       | 123       | 45,18           | districtul Prachatice          |
| 508 | Koryta                       | 123       | 6,21            | districtul Plzeň-sever         |
| 509 | Korno                        | 123       | 5,18            | districtul Beroun              |
| 510 | Kalhov                       | 123       | 4,86            | districtul Jihlava             |
| 511 | Křižanovice                  | 123       | 3,13            | districtul Chrudim             |
| 512 | Karlov                       | 122       | 3,04            | districtul Žďár nad Sázavou    |
| 513 | Krásné                       | 121       | 8,52            | districtul Žďár nad Sázavou    |
| 514 | Komárovice                   | 121       | 3,11            | districtul Třebíč              |
| 515 | Krátošice                    | 120       | 2,99            | districtul Tábor               |
| 516 | Květov                       | 119       | 15,75           | districtul Písek               |
| 517 | Koupě                        | 119       | 7,37            | districtul Příbram             |
| 518 | Kváskovice                   | 119       | 3,28            | districtul Strakonice          |
| 519 | Koryta                       | 119       | 1,66            | districtul Mladá Boleslav      |
| 520 | Křepice                      | 118       | 7,24            | districtul Znojmo              |
| 521 | Kačlehy                      | 117       | 8,74            | districtul Jindřichův Hradec   |
| 522 | Kraborovice                  | 117       | 5,27            | districtul Havlíčkův Brod      |
| 523 | Kovanec                      | 117       | 3,77            | districtul Mladá Boleslav      |
| 524 | Kočín                        | 116       | 3,77            | districtul Plzeň-sever         |
| 525 | Kdousov                      | 116       | 2,25            | districtul Třebíč              |
| 526 | Kalivody                     | 114       | 4,35            | districtul Rakovník            |
| 527 | Kunemil                      | 113       | 4,5             | districtul Havlíčkův Brod      |
| 528 | Kožušice                     | 110       | 7,18            | districtul Vyškov              |
| 529 | Kramolín                     | 110       | 3,68            | districtul Plzeň-jih           |
| 530 | Kotlasy                      | 109       | 4,4             | districtul Žďár nad Sázavou    |
| 531 | Klokočov                     | 109       | 2,22            | districtul Havlíčkův Brod      |
| 532 | Kakejcov                     | 109       | 1,87            | districtul Rokycany            |
| 533 | Kutrovice                    | 109       | 1,49            | districtul Kladno              |
| 534 | Kanina                       | 108       | 5,29            | districtul Mělník              |
| 535 | Klenová                      | 108       | 4,21            | districtul Klatovy             |
| 536 | Krychnov                     | 107       | 2,58            | districtul Kolín               |
| 537 | Krchleby                     | 107       | 1,69            | districtul Rychnov nad Kněžnou |
| 538 | Kynice                       | 104       | 3,9             | districtul Havlíčkův Brod      |
| 539 | Košín                        | 103       | 1,92            | districtul Tábor               |
| 540 | Kozlovice                    | 101       | 3,86            | districtul Plzeň-jih           |
| 541 | Kejnice                      | 100       | 3,7             | districtul Klatovy             |
| 542 | Krajníčko                    | 96        | 7,52            | districtul Strakonice          |
| 543 | Kubova Huť                   | 96        | 1,41            | districtul Prachatice          |
| 544 | Křižanov                     | 94        | 3,35            | districtul Písek               |
| 545 | Kojatín                      | 92        | 4,48            | districtul Třebíč              |
| 546 | Kostelní Myslová             | 91        | 5,12            | districtul Jihlava             |
| 547 | Kukle                        | 90        | 2,96            | districtul Svitavy             |
| 548 | Kvílice                      | 89        | 1,95            | districtul Kladno              |
| 549 | Kyje                         | 88        | 1,59            | districtul Jičín               |
| 550 | Kolaje                       | 87        | 1,59            | districtul Nymburk             |
| 551 | Křišťanov                    | 86        | 18,07           | districtul Prachatice          |
| 552 | Kozojedy                     | 86        | 7,19            | districtul Rakovník            |
| 553 | Kuňovice                     | 84        | 3,46            | districtul Benešov             |
| 554 | Kovčín                       | 83        | 4,82            | districtul Klatovy             |
| 555 | Kalenice                     | 82        | 4,13            | districtul Strakonice          |
| 556 | Kamenec                      | 80        | 1,75            | districtul Rokycany            |
| 557 | Kunkovice                    | 78        | 7,12            | districtul Kroměříž            |
| 558 | Kamenný Malíkov              | 78        | 4,73            | districtul Jindřichův Hradec   |
| 559 | Klatovec                     | 73        | 6,59            | districtul Jihlava             |
| 560 | Kluky                        | 73        | 5,53            | districtul Mladá Boleslav      |
| 561 | Krejnice                     | 72        | 3,46            | districtul Strakonice          |
| 562 | Krakovec                     | 69        | 8,03            | districtul Rakovník            |
| 563 | Katov                        | 69        | 3,71            | districtul Tábor               |
| 564 | Kunčina Ves                  | 65        | 5,26            | districtul Blansko             |
| 565 | Košice                       | 58        | 2,09            | districtul Kutná Hora          |
| 566 | Kožlí                        | 52        | 4,34            | districtul Písek               |
| 567 | Kyjov                        | 52        | 1,75            | districtul Žďár nad Sázavou    |
| 568 | Kařízek                      | 51        | 4,45            | districtul Rokycany            |
| 569 | Kuřimany                     | 47        | 3,11            | districtul Strakonice          |
| 570 | Kratušín                     | 44        | 3,95            | districtul Prachatice          |
| 571 | Kostelec                     | 38        | 2,26            | districtul Jičín               |
| 572 | Kaničky                      | 31        | 1,5             | districtul Domažlice           |